# 野本佳章
野本 佳章（のもと よしあき、1988年2月5日 - ）は、日本のバイクトライアルライダー、オートレース選手である。トライアルではチームモトベント、オートレースでは伊勢崎オートレース場所属。群馬県出身。

## 人物
全日本トライアル選手権の最高峰となる国際A級スーパークラス(IAS)の選手。ファンからはYOSSYの愛称で親しまれている。
国内外での選手権の傍らトライアル普及の為、デモンストレーションなども積極的に行なう。
野本はトライアル車でバックフリップをこなせるライダーとして有名である。
トライアルバイクは特撮テレビドラマ『仮面ライダークウガ』のバイクアクションに憧れて志すようになった。2014年には映画『劇場版 仮面ライダー鎧武 サッカー大決戦!黄金の果実争奪杯!』でトライアルバイクを担当している。
2013年12月にモデル・タレントの古澤恵と結婚、2016年7月に長女が誕生した。
2018年にオートレースへの転向のためオートレース選手養成所に34期生として入学、2019年6月に卒業しオートレース選手としてデビューした。なお養成所では優秀賞を獲得している。

## 略歴
- 幼い頃、父親の影響でトライアルを始め、バイクトライアル（自転車）を歴てトライアル（オートバイ）へ転向。2002年から2004年までの関東選手権シリーズの全てのクラスで年間チャンピオンを獲得し、国際B級へと昇格。
- 2004年 全日本トライアル選手権 国際B級クラス ランキング2位 国際A級へと昇格。
- 2005年 全日本トライアル選手権 国際A級クラス ランキング16位
- 2006年 全日本トライアル選手権 国際A級クラス ランキング16位
- 2007年 全日本トライアル選手権 国際A級クラス ランキング10位
- 2008年 全日本トライアル選手権 国際A級クラス ランキング9位
- 2009年 全日本トライアル選手権 国際A級クラスランキング2位 国際A級スーパークラスへと昇格。
- 2010年 全日本トライアル選手権 国際A級スーパークラスランキング11位
- 2011年 全日本トライアル選手権 国際A級スーパークラスランキング7位
- 2011年 FIMトライアル世界選手権 日本GPジュニアクラス優勝